# Marquesado de Sala de Partinico

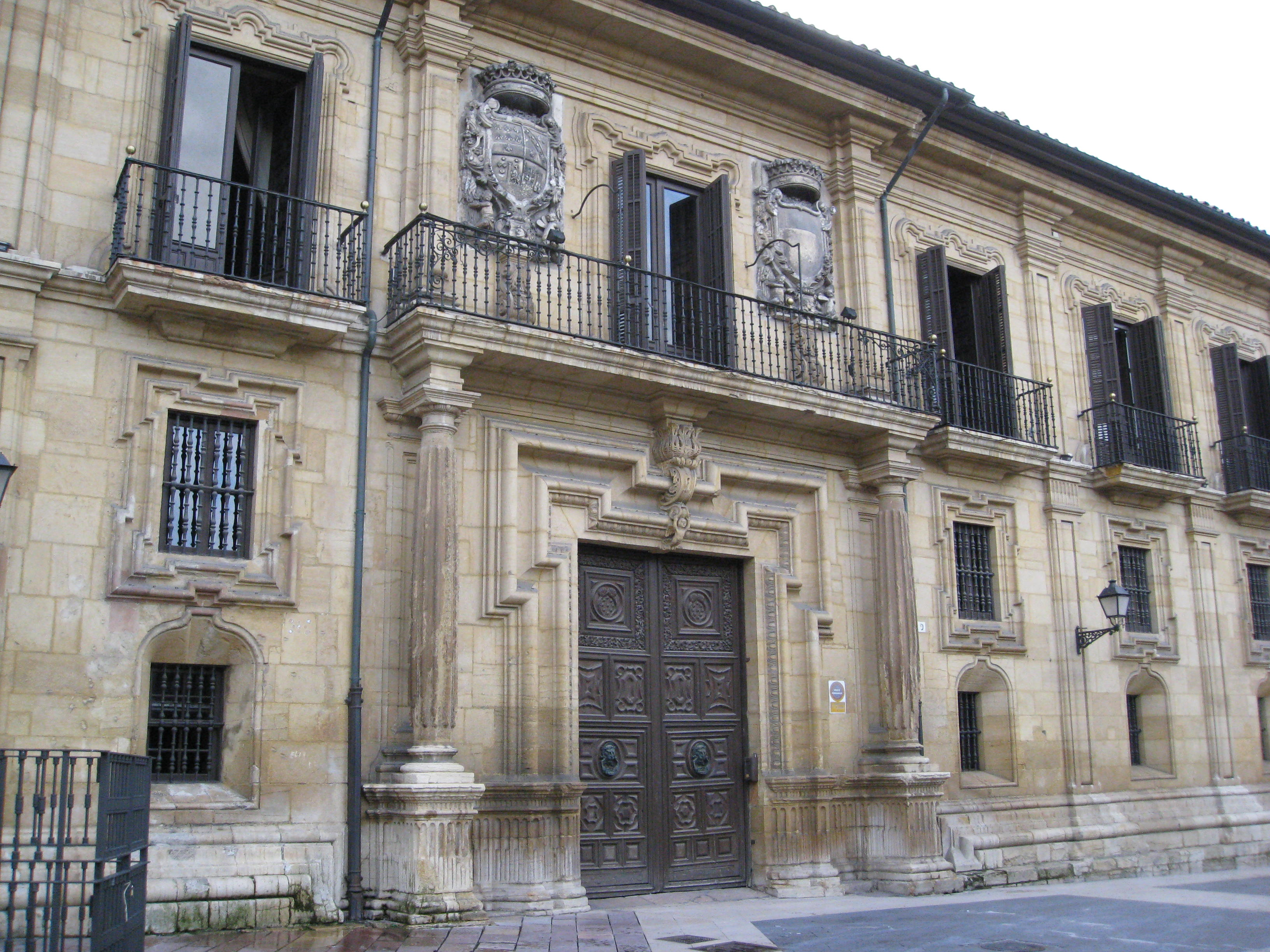
Palacio del Duque del Parque en la plaza del Fontán de Oviedo. Fue edificado a partir de 1725 por Francisco de Cañas Altamirano y Acuña (1682-1732), VII marqués de Vallecerrato, señor de las villas de Líjar y Cóbdar, y por Isabel María de Trelles y Valdés, su mujer (1691-1737), V duquesa del Parque, III princesa de la Sala de Partinico y V baronesa de Regiulfo, que habían casado en 1710. En 1723 esta señora sucedió en dichos títulos y en el mayorazgo de Trelles, al que quedó agregado el palacio por haberse edificado en el solar de unas casas vinculadas. El mayorazgo fue fundado por Benito de Trelles Coaña y Villamil, su abuelo, I príncipe de la Sala de Partinico, por su testamento hecho en Madrid el 26 de octubre de 1682. Según Gonzalo Anes, «el palacio del Fontán, o del Duque del Parque, se edificó con dinero que tuvo su origen fuera de Asturias: en los reinos de Cerdeña, Nápoles y Sicilia. De entre los palacios ovetenses, éste es el único que debe su origen a tan intrincadas relaciones familiares, establecidas en tierras lejanas, aunque con el designio de ostentar en la propia tierra el enriquecimiento logrado fuera de ella».

El marquesado de Sala de Partinico es un título nobiliario español. Fue creado el 15 de enero de 1660 por el rey Felipe IV, como título de Sicilia y con la denominación de príncipe de la Sala de Partinico (principe della Sala di Partinico), en favor de Benito de Trelles Coaña y Villamil, I marqués de Torralba (1650), caballero de Santiago, señor de la villa de Valdeavellano, del coto de Nodar y de varios feudos en Cerdeña y Sicilia, oidor en este reino y en el de Nápoles, presidente del Concejo de la Mesta, ministro de toga del Consejo y Cámara de Castilla, regente del Colateral de Nápoles y del Supremo de Italia y su alguacil mayor perpetuo.
Gonzalo de Trelles y Alliata, II príncipe de la Sala de Partinico, elevó en 1683 un memorial a S.M. solicitando la conversión en título de Castilla de esta merced otorgada a su padre en Sicilia, pero la petición no fue atendida.
Agregado a la casa de los duques del Parque y marqueses de Vallecerrato, el principado se sucedió como título de las Dos Sicilias hasta la caída de esta monarquía.
En 1957 fue reconocido como título español y rehabilitado con la denominación de marqués de Sala de Partinico por el generalísimo Franco, jefe del Estado a la sazón, en favor de María del Carmen de Carranza y Rivero.
La denominación aludía al feudo de la Sala di Partinico, que era un «casal» o predio rústico con casa principal (sala) situado en términos de la villa y comune de Partinico, en la isla de Sicilia. En la fecha de creación el citado monarca, como rey de Sicilia, «erigió en principado» esta «tierra», que poseía el concesionario por derecho de Isabel María Alliata Lanza y Barresi, su segunda mujer. La propiedad se transmitió —al menos hasta 1837— a los siguientes príncipes, descendientes por línea primogénita de dicho matrimonio y que sucedían en el feudo y título por investidura regia.

## Mayorazgo
El feudo y principado de la Sala de Partinico quedaron agregados al mayorazgo que fundó el concesionario en 1682, y que es la disposición por la que se rige la sucesión del título.
Benito de Trelles Coaña y Villamil obtuvo en 1673 real licencia de Carlos II para fundar mayorazgo, con la cual lo instituyó por su testamento hecho en Madrid el 26 de octubre de 1682 (días antes de su muerte). Llamaba a poseerlo en primer lugar, como primogénito, a Gonzalo de Trelles y Alliata, su único hijo varón, nacido del segundo matrimonio del otorgante con Isabel María Alliata, y a sus descendientes legítimos con llamamientos regulares.
Señalaba para integrarlo el estado y título de príncipe de la Sala de Partinico, las jurisdicciones de la villa de Valdeavellano y del coto de Nodar, el alguacilazgo mayor del Consejo de Italia y cuantiosos bienes raíces, juros, censos y otros efectos que había adquirido en el principado de Asturias, en los partidos de Guadalajara y Villafranca del Bierzo y en otras partes. Según Gonzalo Anes, las rentas situadas en Asturias y el Bierzo sumarían unos 10.000 ducados anuales, y el caudal vinculado total llegaría a los 20.000 ducados de renta.
El fundador no incluyó en este vínculo su título de marqués de Torralba, del reino de Cerdeña, que le había sido otorgado por el mismo rey en 1650 sobre un feudo de su primera mujer, Teodora Carrillo de Albornoz, y que por tanto se sucedió en la descendencia femenina que tuvo con esta.
A la hora de invertir su fortuna, Benito de Trelles mostró poco interés por las tierras, y prefirió en cambio comprar censos —en muchos casos tomados por instituciones públicas— y rentas públicas enajenadas. Esto se reflejó en el patrimonio fundacional del mayorazgo, en el que figuraban entre otros activos:
- Las alcabalas de la villa de Valdeavellano, en el partido de Guadalajara, y de los lugares de la Olmeda y Villar del Olmo en el partido de Alcalá, que sumaban 10.000 reales de renta.[9]
- Los cientos de varios concejos y villas del principado de Asturias (que rentaban 24.000 reales) y de otras villas y lugares del partido de Guadalajara (cuya renta pasaba de 10.000 reales).[9][10]
- Un juro de 60.000 ducados de principal situado con hipoteca sobre propios y rentas de la villa de Madrid.[11]
- Varios juros, que pasaban de 255.000 reales de principal total, situados sobre propios y rentas de las ciudades de Salamanca, Oviedo, Jaén, León, Toledo, Valladolid y Granada, y villa de Arévalo, adquiridos por el fundador y su segunda mujer.[12]
- Un censo de 550.000 reales de principal tomado por el Reino de Galicia, otro de 8.000 ducados tomado por la ciudad de Oviedo, y otro de 30.000 escudos tomado por el Principado de Asturias.[13]
- Y un grueso capital colocado en numerosos censos tomados por particulares y préstamos documentados en escrituras de obligación.

A este mayorazgo quedó también sujeto el palacio de los Duques del Parque, edificado en Oviedo a partir de 1725 por la segunda poseedora, Isabel María de Trelles y Valdés, V duquesa del Parque y III princesa de la Sala de Partinico, nieta del fundador. Aunque desde finales del XVIII dejó de ser habitado por sus dueños, este palacio permaneció en manos de la familia un siglo más —aún después de la Desvinculación— hasta que en 1887 fue enajenado por Lorenzo Fernández de Villavicencio y Corral, XII duque del Parque, hermano del último príncipe de la Sala de Partinico.
Buena parte del archivo de este mayorazgo se conserva en el Archivo Histórico de Asturias, en el edificio de la antigua Cárcel Provincial de Oviedo, donde el fondo llamado Casa de Trelles ocupa 34 cajas de documentos. Una parte menor obra en el Archivo de los Marqueses de Torrelaguna, depositado en la Sección Nobleza del Archivo Histórico Nacional, y se puede consultar en el antiguo Hospital de Tavera de Toledo. Y la documentación sobre el señorío de Valdeavellano está en el Archivo de los Marqueses de Castrillo, depositado en el de la Diputación Provincial de Zamora.

## Lista de príncipes y marqueses
|                                                                      | Titular                                                    | Periodo                                                    |
| Príncipes de la Sala de Partinico (Creación por Felipe IV)           | Príncipes de la Sala de Partinico (Creación por Felipe IV) | Príncipes de la Sala de Partinico (Creación por Felipe IV) |
| -------------------------------------------------------------------- | ---------------------------------------------------------- | ---------------------------------------------------------- |
| I                                                                    | Benito de Trelles Coaña y Villamil                         | 1660-1682                                                  |
| II                                                                   | Gonzalo de Trelles y Alliata                               | 1682-1723                                                  |
| III                                                                  | Isabel María de Trelles y Valdés                           | 1723-1737                                                  |
| IV                                                                   | Manuel Joaquín de Cañas y Trelles                          | 1737-1794                                                  |
| V                                                                    | Diego Vicente María de Cañas y Portocarrero                | 1794-1824                                                  |
| VI                                                                   | María Francisca de Paula de Cañas y Portocarrero           | 1824-1833                                                  |
| VII                                                                  | María Josefa de Salcedo Cañaveral y Cañas                  | 1833-1837                                                  |
| VIII                                                                 | Lorenzo Francisco Fernández de Villavicencio y Cañas       | 1837-1859                                                  |
| IX                                                                   | Luis José Fernández de Villavicencio y Corral              | 1859-1864                                                  |
| «X»                                                                  | Lorenzo José Fernández de Villavicencio y Corral           | 1864-1896                                                  |
| Marqueses de Sala de Partinico (Rehabilitación por Francisco Franco) |                                                            |                                                            |
| II                                                                   | María del Carmen de Carranza y Rivero                      | 1957-1986                                                  |
| III                                                                  | Manuel Santiago Thomás de Carranza y de Luque-Romero       | 1988-1991                                                  |
| IV                                                                   | Antonio Pablo Thomás de Carranza y Franco                  | 1998-hoy                                                   |

## Historia genealógica

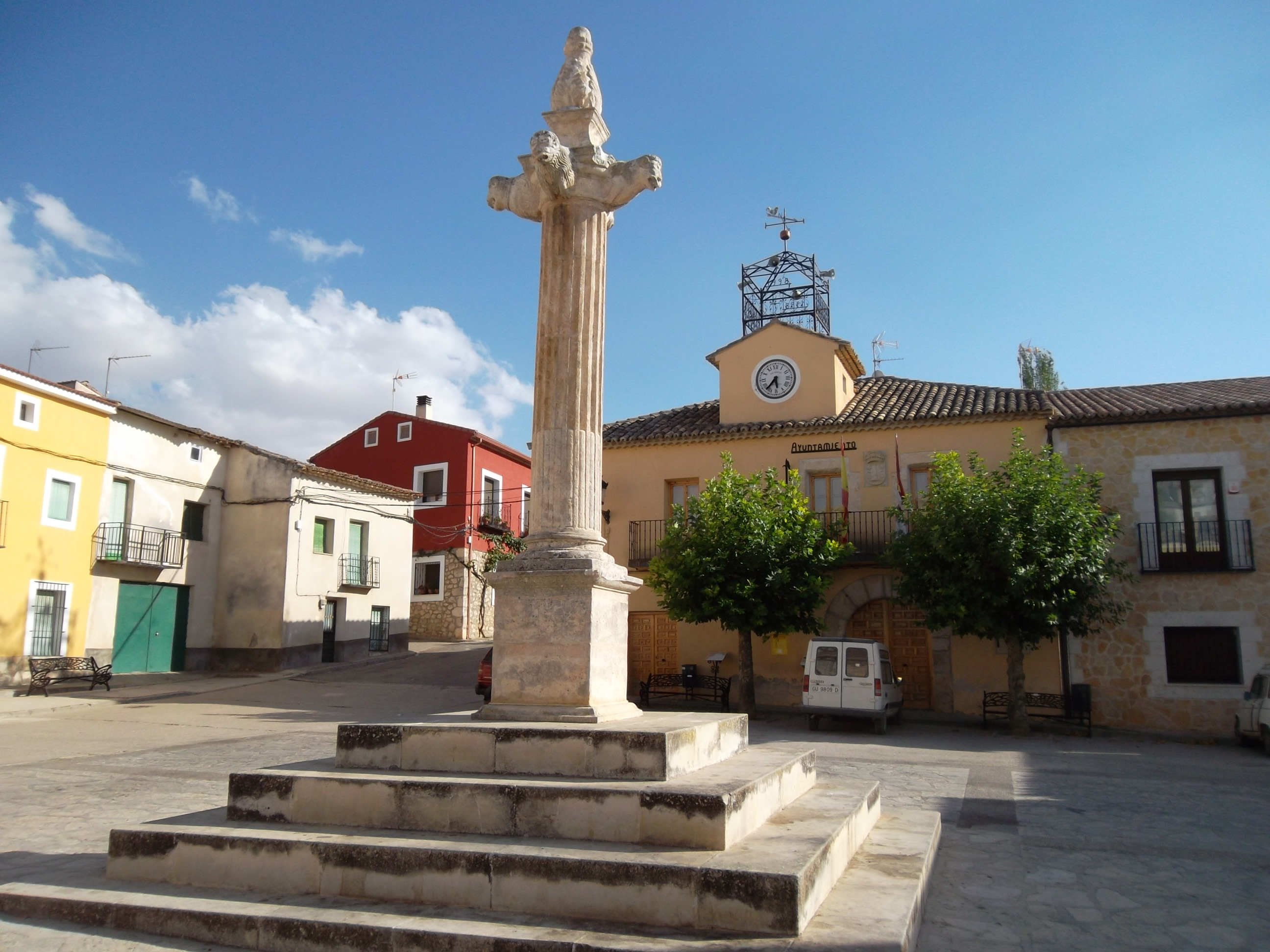
El rollo de justicia de la villa de Valdeavellano (Guadalajara) se yergue delante del Ayuntamiento como símbolo de la jurisdicción civil y criminal que en su término ejercían los duques del Parque y príncipes de la Sala.

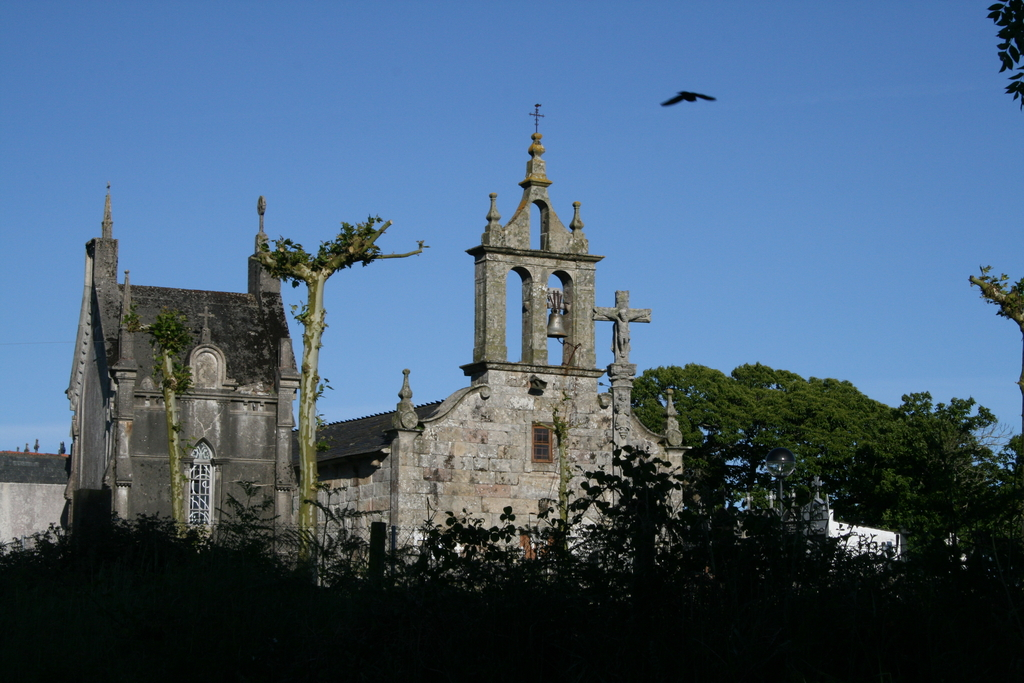
Iglesia parroquial de San Mamed de Nodar en el concejo de Friol (Lugo).

### Príncipes de la Sala de Partinico
El título de príncipe fue creado en favor de
• Benito de Trelles Coaña y Villamil (1613-1682), I príncipe de la Sala de Partinico, I marqués de Torralba (1650), señor de Valdeavellano y de Nodar, caballero de Santiago, colegial del Mayor de Oviedo en Salamanca, licenciado en Leyes por esta Universidad, oidor en Sicilia y Nápoles, presidente del Concejo de la Mesta, gran benefactor del Hospicio de Madrid, gobernador de la Sala de Alcaldes de Casa y Corte, ministro de toga del Consejo y Cámara de Castilla, regente del Colateral de Nápoles y del Supremo de Italia y su alguacil mayor perpetuo.

Fue hijo segundón de solariegos asturianos y descendía por cuatro costados de antiguos linajes hidalgos del Occidente del Principado. Nació el 4 de abril de 1613 en la casa solar de los Trelles sita en lugar y parroquia de Serandinas, concejo de Boal, y fue bautizado el siguiente día 10, fiesta de San Benito, en la iglesia parroquial de Santa Marina. Sus padres fueron Gonzalo Méndez de Trelles y Coaña, que poseía los mayorazgos de dicha casa y de la de Coaña, sita en el lugar de Meiro y parroquia de Santiago de Folgueras, concejo de Coaña, y Catalina Suárez de Trelles e Infanzón, su mujer, natural del lugar de Pumarín en la feligresía de San Juan de Trelles, del mismo concejo. Sus abuelos, Lope Suárez de Trelles y Villamil, natural de Serandinas, señor de las mismas casas (y descendiente también de la de Villamil en la parroquia de San Andrés de Serantes del actual concejo de Tapia de Casariego, entonces Castropol), y Leonor Alfonso de Lantoira, de la casa de Lantoira en la parroquia castropolense de San Juan de Moldes. Y los maternos, Suero González de Trelles, señor de la casa de este linaje en Pumarín, y María Alfonso Infanzón, descendiente de la casa de Lamabona en la feligresía de San Antolín de Villanueva y concejo de Navia.

En 1657 compró la jurisdicción de la villa de Valdeavellano, en el partido de Guadalajara, y en 1665 litigaba sobre ella con Melchor de la Bastida. Tuvo también vasallos en Galicia por haber comprado el coto señorial de Nodar, que comprendía las feligresías de San Pedro de Anafreita y San Mamed de Nodar en el concejo de Friol y actual provincia de Lugo.

Casó dos veces: primera en Nápoles en 1647 con Teodora Carrillo de Albornoz Carroz y Simó, II marquesa de Bonanaro, que trajo en dote 20.000 ducados y poseía además numerosos feudos en Cerdeña: entre ellos, los estados de Bonnanaro y Torralba. Estaba viuda y sin prole del santiaguista Fernando Azcón, lugarteniente que fue de la Sumaria de Nápoles y regente por esta provincia del Consejo de Italia, cargo que después desempeñó Trelles. Era hija de Juan Carrillo de Albornoz y de Hipólita Artés Carroz y Mercader.

Y contrajo segundas nupcias en Palermo en 1651 con Isabel María Alliata Lanza y Barresi, que le sobrevivió hasta 1686. Esta señora aportó una dote muy crecida, que incluía entre otros bienes ciertos feudos en Sicilia por los que era llamada duquesa del Parque y baronesa de Rechulfo. Era hija de José Alliata Paruta y Gravina, II príncipe de Villafranca y II duque de Sala Paruta, caballero de Calatrava, vicario general del reino de Sicilia, natural y pretor de Palermo, vicario general del Reino de Sicilia, caballero de Calatrava, y de Orteca Juana Lanza y Barrese, su mujer, de los condes de Mussomeli, todo en dicho reino.
Del primer matrimonio fue unigénita
1. Josefa María de Trelles Simó y Carrillo de Albornoz, II marquesa de Torralba y III de Bonanaro, natural de Gaeta, que testó en 1713.[24] Llevó en dote 10.000 ducados al casar en 1666 con Lope Fernández de Miranda y Ponce de León (c.1640-1683), II marqués de Valdecarzana, natural y señor de Muros, mayordomo mayor de la reina Mariana de Austria, hijo de Sancho de Miranda Ponce de León y Pardo, I marqués de Valdecarzana, caballero de Santiago, y de Rosenda Pardo de Lanzós, su segunda mujer, natural de Mondoñedo. Con descendencia en que siguieron dichas casas y estados.

Y del segundo nacieron:
2. Juana de Trelles y Alliata, que nació hacia 1653 y casó en Valdeavellano el 27 de octubre de 1671,[25] llevando una gruesa dote,[23] con José de Mendoza Rojas Guzmán y Sandoval, VII conde de Orgaz, prestamero mayor de Vizcaya. Con prole en que siguió esta casa.
3. Y Gonzalo de Trelles y Alliata, el primogénito, que sigue.

En 1682 le sucedió su hijo
• Gonzalo de Trelles y Alliata (c.1655-1723), II príncipe de la Sala de Partinico, IV duque del Parque, IV barón de Rechulfo, señor de Valdeavellano y de Nodar, regidor perpetuo de las ciudades de Oviedo y Guadalajara, natural de la de Palermo. Fue caballero de Santiago, menino de la reina Mariana de Austria y capitán de caballos corazas en Flandes. En 1683 elevó un memorial al rey Carlos II solicitando la conversión en títulos de Castilla de las mercedes otorgadas a su padre en Italia.

Fue el primer «posseedor del opulento Mayorazgo que fundó su padre, pero manifestándose agraviadas sus hermanas, hizo con ellas nueva transacción, en que no poco disminuyó el valor del Mayorazgo, a que se agregó la pérdida de la vara de Alguacil Mayor del Consejo de Italia (que quedó suprimido), baxa de Juros y Cientos y otros Efectos, que se fueron perdiendo, y todo contribuyó a disminuir la gran renta de este Mayorazgo.»

Adquirió los regimientos perpetuos de Oviedo y Guadalajara que después de sus días ejerció también su yerno el marqués de Vallecerrato, vinculados al mayorazgo de Trelles.

Casó dos veces: la primera en 1674 con Margarita de Palafox y Cardona, que trajo en dote 30.000 ducados y cuya unión fue estéril, hija de Juan de Palafox Rebolledo y Blanes, III marqués de Ariza, señor de las baronías de Cotes, Calpe, Altea, etc., caballero de Santiago, mayordomo del rey, y de María Felipa de Cardona y Ligne, su mujer, natural de Bruselas, de los marqueses de Guadalest, almirantes de Aragón.

Y contrajo segundas nupcias en 1681 con Luisa Antonia de Valdés y Trelles, su sobrina segunda, hija de Fernando de Valdés Miranda, caballero de Santiago, señor de la casa de Valdés de Gijón, sargento mayor de esta villa, regidor también perpetuo de Oviedo, natural de Bruselas, y de Leonor de Trelles, su mujer (en segundas nupcias de ella), que era a su vez hija del capitán Lope Suárez de Trelles y Coaña, hermano del primer príncipe, señor de las casas de Meiro y Serandinas, ya citadas, y de Inés de Trelles y Sierra, señora de la casa del Rubieiro en Villacondide, concejo de Coaña.

Del segundo matrimonio tuvo varios hijos varones que no le sobrevivieron, y solo quedaron dos hijas:
1. Isabel María del Carmen de Trelles y Valdés, que sigue,
2. y Leonor Eulalia de Trelles y Valdés (c.1695-c.1775), que casó dos veces. En 1719 llevó en dote 6.000 ducados al casar con Francisco Antonio de Velandia y Aburto, marqués de Tejada de San Llorente, caballero de Alcántara, vecino de Medina del Campo, de quien pronto quedó viuda y sin prole. Y en 1724 contrajo nuevas nupcias, llevando en dote 12.000 ducados,[32] con Pedro de Miranda Omaña y Rivadeneira, III marqués de Santa María del Villar y III conde de San Román, del cual también enviudó en 1757,[33] hijo de otro Pedro de Miranda y de María Josefa de Omaña Rivadeneira y Pardo de Valladares, su mujer, II marquesa de Santa María del Villar. Con posteridad en que siguen estos títulos.

En 1723 sucedió su hija
• Isabel María del Carmen de Trelles y Valdés (1691-1737), III princesa de la Sala de Partinico, V duquesa del Parque, V baronesa de Regiulfo, señora de Valdeavellano, natural de Oviedo.

Casó en Oviedo el 1.º de enero de 1710 con Francisco Antonio de Cañas Acuña y Altamirano (1682-1732), VII marqués de Vallecerrato, señor de las villas de Líjar y Cóbdar en el reino de Granada y del lugar de Alcantarilla en tierras de Huete, poseedor de importantes mayorazgos, notario mayor del reino de León, gentilhombre de Cámara del rey Felipe V, regidor perpetuo (jure uxoris) de las ciudades de Oviedo y Guadalajara. Nació en esta última año de 1682, testó en Oviedo el 20 de mayo de 1732, ante Dionisio García Salas, y murió ese mismo año. Fue hijo de Luis Baltasar de Cañas y Silva y Castilla Portugal (1648-1713), señor de las mismas villas, caballero de Santiago, comisario de Millones por Guadalajara en las Cortes de Castilla, y de Juana María Altamirano y Acuña, VI marquesa de Vallecerrato.

Las capitulaciones de este matrimonio se otorgaron por poder en Madrid el 30 de diciembre de 1709, dos días antes de la boda. La novia no llevó dote, pues era inmediata sucesora en los vínculos de su casa, pero el novio —aunque también estaba a la sucesión de los numerosos mayorazgos de la suya— recibió en arras de sus padres 1.500 doblones (3.000 ducados).

Estos cónyuges edificaron el suntuoso palacio de la plaza del Fontán de Oviedo, en el solar de unas casas vinculadas al mayorazgo de Trelles. Encargaron el proyecto al arquitecto  Francisco de la Riva Ladrón de Guevara, que inició las obras en 1725. Y también compraron y dotaron una capilla, que decoró el mismo arquitecto, en la iglesia del vecino Colegio de San Matías, de jesuitas, actual templo parroquial de San Isidoro el Real.

Tuvieron por hijos a
1. Isabel María de Cañas y Trelles, a quien dedicó unos sainetes Diego de Torres Villarroel.[41] En 1734 casó en San Isidoro el Real de Oviedo con José Joaquín Maldonado y Hormaza Porres y Suárez de Deza (1710-1763), señor de la villa de Moronta y lugar de Guadramiro, ambos en la actual provincia de Salamanca, y de la dehesa de Castellanos al término de Zapardiel de la Cañada, en la de Ávila, hijo de José Maldonado y Hormaza, señor de los mismos estados, corregidor de Toro, y de María Manuela de Yebra y Pimentel. De esta unión fue unigénito[42]
José Vicente Maldonado y Hormaza Porres y Cañas (1740-1801), caballero del hábito de San Juan, creado I marqués de Castellanos con el vizcondado previo de Hormaza (después perpetuado en 1872). Casó con Clara Tomasa de Mendoza y Manuel de Villena, de los condes de Quintanilla, y tuvieron posteridad en que siguen aquellos títulos, y por entronques, los marquesados de Trives y Revilla de la Cañada.
2. Manuel Joaquín de Cañas y Trelles, el primogénito, que sigue;
3. Benito Ignacio de Cañas y Trelles, clérigo, que fue colegial del Mayor de Oviedo en Salamanca, abad de la Colegiata de San Martín de Gurullés (por presentación del III marqués de Valdecarzana, su tío 2.º) y canónigo de la Catedral de Oviedo, donde finó;
4. Fernando de Cañas y Trelles, segundo teniente y ayudante mayor de Reales Guardias de Infantería Española;
5. Salvador de Cañas y Trelles (1726-1775), que probó su nobleza para cruzarse de sanjuanista y para sentar plaza de guardia marina (1744). En la Armada alcanzó los empleos de teniente de navío y capitán de batallones.
6. María Teresa de Cañas y Trelles, que no tomó estado;
7. Francisco de Cañas y Trelles, religioso de la Compañía de Jesús;
8. Nicolasa de Cañas y Trelles, natural de Oviedo, que casó con Domingo de Villanueva Rivera y Guzmán Ramírez de Vargas (1731-1792), III conde de Alba Real, académico y protector de la Real de la Purísima Concepción de Valladolid, hijo de Pedro de Villanueva y Ximénez Cerdán, de los condes de Atarés, y de Juana de Rivera y Guzmán, su mujer, II condesa de Alba Real, y sobrino del II marqués de Villaba y de Peramán. Con descendencia en que siguieron dichos cuatro títulos.
9. Y Gonzalo de Cañas y Trelles (1736-1775), que también ingresó en la Real Compañía de Guardias Marinas de Cádiz, en la que tuvo una de las ayudantías con el empleo de alférez de navío.

En 1737 sucedió su hijo
• Manuel Joaquín de Cañas y Trelles (1716-1794), VIII marqués de Vallecerrato, grande de España, IV príncipe de la Sala de Partinico, VI duque del Parque, VI barón de Regiulfo, teniente general de los Reales Ejércitos, caballero gran cruz de la Orden de Carlos III, notario mayor del reino de León, alguacil mayor de la Inquisición de Valladolid, regidor perpetuo de las ciudades de Oviedo y Guadalajara, patrono de la colegiata de Villaescusa de Haro y del Colegio Mayor de Cuenca en Salamanca y, por derecho de su mujer, alférez mayor de los Peones de Castilla. Nació en el palacio familiar de Oviedo el 8 de marzo de 1716, fue bautizado en San Isidoro el Real y falleció en Madrid el 17 de noviembre de 1794.

Sirvió muchos años en Palacio como gentilhombre de cámara del rey Carlos III, y de manga de sus tres hijos menores: los infantes Don Gabriel, Don Antonio Pascual y Don Francisco Javier, de quienes se encargó como teniente de ayo, gobernador de su cuarto y superintendente de sus haciendas.

El rey Carlos III le concedió, para su casa de Vallecerrato, honores y tratamiento de grande de España por Real Despacho del 22 de octubre de 1771, y más tarde la grandeza de España de segunda clase por otro del 14 de noviembre de 1780. Esta creación de grandeza fue después «desdoblada» y aplicada también al ducado del Parque, que figura oficialmente con grandeza de igual antigüedad.

Casó en Guadramiro el 27 de abril de 1746 con Agustina María Portocarrero y Maldonado (1734-c.1765), III marquesa de Castrillo, III condesa de Belmonte, señora de las villas de Castrillo de la Guareña, Belmonte de Tajo, Marzales y Masegoso de Tajuña y del lugar de Villanueva de Valdegema, dueña de las tercias de Toro y patrona de la capilla mayor de la iglesia conventual de San Francisco de esta ciudad. Nacida en la de Salamanca el 18 de febrero de 1734. Hija única de Baltasar Portocarrero Prado Cossío y Squarzafigo, el II marqués y conde, alférez mayor de los Peones de Castilla, natural de Valladolid, y de Catalina Maldonado y Ormaza, su segunda mujer, que era hermana entera del José Joaquín antes citado, señor de Moronta y Castellanos (marido de Isabel de Cañas y Trelles); y nieta de José Rodíguez Portocarrero y Silva, I marqués de Castrillo, caballero de Santiago (1650), consejero de Castilla, y de María Manuela de Prado y Mármol, que era hermana e inmediata sucesora del I conde de Belmonte, alférez de los Peones. Fueron padres de
1. Diego Vicente María de Cañas y Portocarrero, que sigue.
2. María del Pilar y
3. María Bárbara de Cañas y Portocarrero, que ambas debieron de morir solteras o entrar en religión.[40]
4. María Francisca de Paula de Cañas y Portocarrero, que seguirá como VI princesa de la Sala.
5. María Eulalia de Cañas y Portocarrero (1756-c.1825?), natural de Madrid, donde casó en 1775 con Lorenzo Justino Fernández de Villavicencio y Núñez (1756-1810), II duque de San Lorenzo de Valhermoso, grande de España, IV marqués de Casa Villavicencio y V de la Mesa de Asta, natural y veinticuatro de Jerez de la Frontera, alcaide perpetuo de los Reales Alcázares de esta ciudad y patrono en ella del Convento de San Agustín, regidor perpetuo de la de Cádiz, hijo del mariscal de campo Lorenzo Tadeo Fernández de Villavicencio, I duque de San Lorenzo, IV marqués de Valhermoso de Pozuela y IV de la Mesa de Asta, y de Francisca Xaviera Núñez de Villavicencio, su mujer, III marquesa de Casa Villavicencio, señora del Temple y de Rodrigálvarez, naturales los tres de Jerez; nieto de otro Lorenzo Antonio Fernández de Villavicencio y Spínola, III marqués de Valhermoso de Pozuela, y de Josefa de Villavicencio Zacarías, III marquesa de la Mesa de Asta, y materno de Cristóbal Salvador de Villavicencio, de los señores del Temple, y de Josefa de Villavicencio Zacarías, de los marqueses de la Mesa de Asta. Tuvieron por primogénito y sucesor a
Lorenzo Fernández de Villavicencio y Cañas, que casó con su prima la VII duquesa del Parque y VI princesa de la Sala, y al enviudar de ella sin prole la sucedió en estos títulos, como más abajo se verá.
6. Y María Josefa de Cañas y Portocarrero (1765-1815), natural de Madrid, que casó en 1788 con Jaime Giráldez y Mendoza, conde de Lérida, VII vizconde de Valoria, señor de Yunquera, que estaba viudo de Manuela de Armendáriz y Acedo, de los marqueses de Castelfuerte. Era hijo de Agustín Giráldez Romano Caamaño y Ordóñez de Villaquirán y de Remigia de Mendoza Torre Chiriboga y Manso de Velasco, VI vizcondesa de Valoria y condesa de Lérida. Con posteridad en que siguieron estos títulos.

En 1791 sucedió su hijo
• Diego Vicente María de Cañas y Portocarrero (1751-1824), VII duque del Parque, IX marqués de Vallecerrato y IV de Castrillo, IV conde de Belmonte, grande de España, V príncipe de la Sala de Partinico, VII barón de Regiulfo, teniente general de los Reales Ejércitos, grandes cruces de las Órdenes de Carlos III y San Fernando y gentilhombre de Cámara de S.M. con ejercicio y servidumbre. Nació en Valladolid el 24 de mayo de 1751, fue bautizado al día siguiente en la iglesia de San Miguel y falleció en Cádiz el 12 de marzo de 1824. En la Guerra de la Independencia obtuvo señaladas victorias sobre los franceses al mando del Ejército de la Izquierda. Fue capitán general de Jaén y Granada, de las Canarias y de Castilla la Vieja, ministro plenipotenciario en San Petersburgo (1798), presidente de la Real Chancillería de Valladolid (1815), embajador electo en Viena y en París (1815) y presidente del Congreso de los Diputados (1822).

Casó en 1744 con María del Rosario Tomasa de Riaño y Velázquez de Lara (c.1750-1774), hija primogénita e inmediata sucesora de Antonio José de Riaño y Orovio, V conde de Villariezo, a quien premurió, regidor de Burgos, y de Antonia Velázquez de Lara, su mujer. Tuvieron por hijo único a
Francisco María de Cañas y Riaño (1772-1790), VI conde de Villariezo, que en 1778 sucedió en esta casa a su abuelo materno pero murió mozo en vida de su padre el 11 de febrero de 1790.

En 1824 sucedió su hermana
• María Francisca de Paula de Cañas y Portocarrero (1755-1833), VIII duquesa del Parque, X marquesa de Vallecerrato y V de Castrillo, V condesa de Belmonte, grande de España, VI princesa de la Sala de Partinico, VIII baronesa de Regiulfo, socia numeraria de la Junta de Damas de Honor y Mérito.

Casó en 1782 con José Miguel de Salcedo Cañaveral y Ponce de León (c.1750-1789), I conde de Benalúa, caballero de Santiago, señor de Benalúa de las Villas en el reino y actual provincia de Granada. Fueron padres de
1. Fernando de Salcedo Cañaveral y Cañas, II conde de Benalúa, que murió sin descendencia antes que su madre,
2. y María Josefa de Salcedo Cañaveral y Cañas, que sigue.

En 1833 sucedió su hija
• María Josefa de Salcedo Cañaveral y Cañas (1783-1837), IX duquesa del Parque, XI marquesa de Vallecerrato y VI de Castrillo, VI condesa de Belmonte y III de Benalúa, grande de España, VII princesa de la Sala de Partinico, IX baronesa de Regiulfo, dama de la Orden de María Luisa (1819).

Casó en 1800 con Lorenzo Fernández de Villavicencio y Cañas, su primo carnal e inmediato sucesor, III duque de San Lorenzo de Valhermoso, que sigue. Arriba filiado como hijo de Lorenzo Justino Fernández de Villavicencio y Núñez, II duque de San Lorenzo de Valhermoso, marqués de Casa Villavicencio y de la Mesa de Asta, y de María Eulalia de Cañas y Portocarrero, su mujer, hija de los IV príncipes de la Sala. De este matrimonio no quedó prole supérstite, aunque tuvieron al menos una hija llamada
María Fernández de Villavicencio y Salcedo Cañaveral (1800-1811), que murió niña en vida de su madre.

En 1837 le sucedió su viudo:
• Lorenzo Francisco Fernández de Villavicencio y Cañas (1778-1859), III duque de San Lorenzo de Valhermoso y X del Parque, XII marqués de Vallecerrato, VII de Castrillo, V de Casa Villavicencio y VI de la Mesa de Asta, VII conde de Belmonte, tres veces grande de España, VIII príncipe de la Sala de Partinico, X barón de Regiulfo, último señor de las villas del valle del Cerrato y de las de Belmonte, Castrillo, Valdeavellano, Líjar, Cóbdar, Masegoso, Marzales y Lencín (?) y lugares de Alcantarilla y Villanueva de Valdegema, notario mayor del reino de León, alférez mayor de los Peones de Castilla, alcaide de los Reales Alcázares de Jerez de la Frontera, natural y veinticuatro de esta ciudad y patrono en ella del Convento de San Agustín, patrono único del Colegio Mayor de Cuenca en Salamanca y de la colegiata de la Asunción en Villaescusa de Haro. Fue mariscal de campo de los Reales Ejércitos, comandante general del Real Cuerpo de Alabarderos, senador vitalicio del Reino, grandes cruces de Carlos III y San Hermenegildo y gentilhombre de Cámara de S.M. con ejercicio y servidumbre.

Tras enviudar de la duquesa del Parque, antes citada, y habiendo heredado la mayoría de sus títulos, contrajo segundas nupcias en 1839, ya sexagenario, con Josefa del Corral García, de la que también enviudó en 1853. Con su segunda mujer tuvo seis hijos, que todos eran menores cuando él murió y entre los cuales hizo distribución legal de sus títulos:
1. Lorenza Francisca Fernández de Villavicencio y Corral (Fanny, 1840-1921), VIII condesa de Belmonte,[60] que casó con Fernando Pérez del Pulgar y Fernández de Córdoba (1833-1895), VII marqués del Salar, VII de Pozoblanco y conde de Maseguilla, grande de España, caballero de Alcántara y maestrante de Granada, gentilhombre de Cámara de S.M. con ejercicio y servidumbre. Tuvieron sucesión en que siguen dichos títulos y grandeza.
2. Lorenzo José Fernández de Villavicencio y Corral, el primogénito, de quien se hablará después.
3. María Eulalia Fernández de Villavicencio y Corral (1844-a.1893), VII marquesa de la Mesa de Asta. Casó con Tomás Piñeyro y Aguilar (1835-1916), IX marqués de Bendaña, grande de España, diplomático, diputado a Cortes y senador del Reino, ministro plenipotenciario de S.M.C. en Constantinopla, Lisboa y México, su gentilhombre de Cámara con ejercicio y servidumbre, caballero maestrante de Granada y grandes cruces de la Orden de Carlos III y de la portuguesa de la Concepción de Villaviciosa. Tuvieron descendencia en que siguen dichos marquesados y grandeza.
4. Manuel Joaquín Fernández de Villavicencio y Corral (1845-1908), XIII marqués de Vallecerrato, grande de España, que falleció soltero en 1908. Le sucedió su sobrino Lorenzo Fernández de Villavicencio y Crooke, hijo de José Fernando.
5. Luis José Fernández de Villavicencio y Corral, que sigue.
6. Y José Fernando Fernández de Villavicencio y Corral (1849-1910), VIII marqués de Castrillo. Casó en 1880 con Emilia Crooke y Larios, que era hermana del I marqués del Genal, nieta del I marqués de Larios y sobrina-nieta del I marqués de Guadiaro. Con posteridad en que siguen los marquesados de Vallecerrato (con grandeza), Castrillo, Genal, Larios, Guadiaro y Francoforte, y por entronque el ducado de Algete y condado de la Corzana (ambos con grandeza).

En 1859 sucedió su hijo terciogénito:
• Luis José Fernández de Villavicencio y Corral (1846-1864), XI duque del Parque, grande de España, IX y último príncipe de la Sala de Partinico, XI barón de Regiulfo, a quien su padre había designado para suceder en los títulos y estados «sicilianos». Murió mozo de edad de 18 años.

En el ducado del Parque le sucedió su hermano mayor:
• Lorenzo José Fernández de Villavicencio y Corral (1841-1896), natural de Génova. En 1859 sucedió a su padre como IV duque de San Lorenzo de Valhermoso y VI marqués de Casa Villavicencio, y en 1864 a su hermano Luis como XII duque del Parque, reuniendo dos grandezas de España. Le debería haber sucedido también como príncipe de la Sala de Partinico, pero para entonces habían sido destronados los Borbones de Nápoles, de quienes fueron feudatarios sus antepasados por dicha casa y estado. Y no queriendo pedir la sucesión e investidura al Rey de los garibaldinos, dejó vacar este título de príncipe (aunque lo usaba en su titulatura), sin que fuera reconocido por el reino de Italia.

El 30 de abril de 1887 vendió el palacio de Oviedo.

Casó con Josefa de Oronoz Clemente Beas y Pineda (1844-1897), natural de Jerez de la Frontera. Y tuvieron ilustre descendencia en que siguen los ducados del Parque y San Lorenzo, ambos con grandeza de España.

### Marqueses de Sala de Partinico
Después de los días del noveno titular, el principado de la Sala de Partinico vacó durante 93 años, hasta que el 31 de enero de 1957 fue reconocido como título español por el generalísimo Franco, quien lo rehabilitó con la denominación de marqués, en favor de
• María del Carmen de Carranza y Rivero (1894-1986), II marquesa de Sala de Partinico.

Casó con Enrique Thomás y de Luque-Romero.

En 1988 sucedió su hijo
• Manuel Santiago Thomás de Carranza y de Luque-Romero (1914-1991), III marqués de Sala de Partinico.

Casó con Matilde Franco y Fernán-Díez.

#### Actual titular
Por Real Carta del 18 de febrero de 1998 sucedió su hijo
• Antonio Pablo Thomás de Carranza y Franco (n. en 1946), IV y actual marqués de Sala de Partinico.

Casó con María del Consuelo del Pozo y Portillo.